# 金魚注意報
《金魚注意報》是日本漫畫家貓部貓創作的日本漫畫作品。於講談社漫畫雜誌《Nakayoshi》1989年至1993年期間進行連載。單行本全8卷。電視動畫版於1991年1月12日至1992年2月29日期間播出，全54回。
本作品融合了少女漫畫與搞笑漫畫的元素，再加入幻想式的情節，讓雞、牛、貓等動物都在學校上課，而金魚小荳荳也可以在天上飛來飛去，可謂是一部在有些少女漫畫的畫風之下，略帶輕鬆的男女戀愛漫畫。
本作品於台灣中文名稱為《魔力小金魚》。香港方面，則因播放頻道TVB翡翠台1993年時有一名為《娛樂新聞眼》的娛樂新聞節目在播放，故易名《娛樂金魚眼》。

## 故事簡介
富家千金藤之宮千歲因父親突然過世而一無所有，被迫離開原本就讀的都會學園，帶着粉紅色神奇金魚小荳荳入讀一間連雞與牛都收為學生的田舍中學…
正當田舍中學因經營不善而將要關閉時，千歲發現律師田中山試圖盜取遺產…
奪回遺產後，千歲建立新田舍中學，並成為學校的理事長兼學生會長，為人生揭開新的一頁。

## 登場人物
- （台視、衛視中文台版譯為娃娃；日本配音：金井美香；香港配音：鄭麗麗；台灣配音：許淑嬪／楊凱凱（劇場版））

本作女主角。本名不詳。新田舍中學的女生，相當有活力的女孩，體能一流，個性活潑好動、單純天真。喜歡企鵝。頭髮為粉紅色，平常穿著水手服。
- 藤宮千歲（台視、衛視中文台版譯為宮千歲；日本配音：高田由美；香港配音：曾佩儀；台灣配音：馮友薇／姚敏敏（劇場版））

新田舍中學的理事長兼學生會長，個性驕縱，生活奢侈，時常挪用學生會的預算亂買私人物品。脾氣暴躁，一旦被他人指責就會發飆，疑似喜歡葵彥。
- 金比（台視、衛視中文台版譯為小荳荳（日本配音：松島實；香港配音：林丹鳳；台灣配音：陶敏嫻（劇場版））

千歲家傳的神奇粉紅色金魚，有飛天與說話的能力。喜歡吃洋芋片。雖說是千歲的寵物但卻比較常跟華美子處在一起。
- 北田秀一（台視、衛視中文台版譯為林秀山；日本配音：鹽屋翼；香港配音：蘇強文；台灣配音：正昇／于正昌（劇場版））

本作男主角。新田舍中學男學生及副學生會長，為醫生之子，是本作品少數幾個較為正經的角色。通稱｢小秀｣(除了千歲以外的人都以此稱呼)，頭腦聰明，在班上的成績名列前矛。但時常為學生會赤字所苦，也常對千歲擅自挪用學生會費來亂買私人物品感到不滿。個性溫和冷靜、待人親切有禮，對於班上的亂象有著驚人的容忍力，都會設法用和平方式解決。若發起脾氣來相當駭人。平常穿著傳統的藍色高領學生服，夏季則改成短袖的白領襯衫，衣著是所有人物中最整潔者（但新田舍中學本身並無制服）。
- 葵彥（台視、衛視中文台版譯為夏天葵；日本配音：飛田展男；香港配音：李智良；台灣配音：魏伯勤、部分官志宏／陳幼文（劇場版））

本作第二男主角。姓氏不詳。新田舍中學男學生，總是戴著太陽眼鏡，長相帥氣卻是個不良少年，生性貪小便宜。漫畫版本中，常因為跑去市場買打折的食材、日用品、文具等東西，在(疑似)重要事件中遲到。不時會調侃譏諷千歲而與其鬥嘴。曾與千歲假扮成｢情侶｣，但千歲對他是否有好感一概不知。
- 文太（日本配音：浦和惠；香港配音：梁少霞）

新田舍中學學生，千歲等人的同班同學。
- 三太（日本配音：中友子；香港配音：蔡惠萍）

新田舍中學學生，千歲等人的同班同學。
- 朱子（日本配音：國府田真理子；香港配音：林元春）

新田舍中學學生，千歲等人的同班同學。
在2年B班(Form 2B)中，除了主要的四個角色（華美子、千歲、秀一、葵）以外，其他的學生外型都很像小學生。
- 海野民子（日本配音：三浦雅子；台灣配音：李宛鳳；香港電音：楊婉清（27集）／黃鳳英（51集））

新田舍中學學生，千歲等人的鄰班同學，因曾被不良牛欺負被北田秀一所救，而喜歡上秀一。頭上綁著馬尾。
- 校長（日本配音：宮內幸平；香港配音：梁耀昌；台灣配音：魏伯勤）

新田舍中學校長，平日個性溫和，頭上有兩根觸角（呆毛）。生日是3月16日。
- 菅平由梨香（衛視中文台版譯為管萍湘；日本配音：潘惠子；香港配音：黃麗芳；台灣配音：李宛鳳）

都會學園學生會長，富家千金，和千歲水火不容，個性也很驕縱、三八。喜歡葵彥。
- 田中山（衛視中文台版譯為田大山；日本配音：掛川裕彥；香港配音：黃健強→林國雄；台灣配音：魏伯勤／陳幼文（劇場版））

原本為藤之宮家的律師，後因盜取遺產事敗而投靠由梨香。
- 大橋（衛視中文台版譯為張大橋；日本配音：平野正人、玄田哲章；香港配音：鄧榮銾）

醫生一名，頭上也有兩根觸角。
- 溝口老師（日本配音：小林俊夫；香港配音：盧國權）

新田舍中學的數學教師，個性軟弱，對學生頭痛不已。
- 小里

新田舎中學的音楽教師。
- 千歲的媽媽（日本配音：吉田理保子；香港配音：盧素娟；台灣配音：李宛鳳）

一心想要當理事長，設計讓千歲下台。
- 牛一郎（日本配音：掛川裕彥；香港配音：梁耀昌）

一頭在新田舍中學上課的公牛。
- 牛小姓（日本配音：瀨戶真由美）

一頭在新田舍中學上課的母牛，喜歡牛男。
- 不良牛（日本配音：掛川裕彥；香港配音：郭志權）

一頭在新田舍中學上課的公牛，常使用不良手段。
- 牛美子（日本配音：原榮里子）

一頭在新田舍中學上課的母牛，暗戀秀一。
- 加藤高廣（日本配音：松野太紀；香港配音：區瑞華；台灣配音：于正昇）

都會學園學生，喜歡華美子。
- 加藤智惠子（日本配音：柿沼紫乃；香港配音：楊婉清→梁少霞）

加藤高廣的胞妹，常幫助胞兄追求華美子。
- 米高（日本配音：菊池正美；香港配音：區瑞華）

新田舍中學的學生，戲劇部會長。
- 警察局局長（日本配音：茶風林；香港配音：劉昭文）

和校長與醫師被合稱為「觸角三人組」的警察。

## 出版書籍
單行本
| 卷數 | 講談社        | 講談社             |
| 卷數 | 發售日期      | ISBN               |
| ---- | ------------- | ------------------ |
| 1    | 1989年10月6日 | ISBN 4-06-178644-X |
| 2    | 1990年5月9日  | ISBN 4-06-178659-8 |
| 3    | 1990年11月6日 | ISBN 4-06-178673-3 |
| 4    | 1991年4月6日  | ISBN 4-06-178685-7 |
| 5    | 1991年10月5日 | ISBN 4-06-178701-2 |
| 6    | 1992年4月6日  | ISBN 4-06-178713-6 |
| 7    | 1992年12月5日 | ISBN 4-06-178735-7 |
| 8    | 1993年9月6日  | ISBN 4-06-178759-4 |

新裝版
| 卷數 | 講談社        | 講談社             |
| 卷數 | 發售日期      | ISBN               |
| ---- | ------------- | ------------------ |
| 1    | 2005年3月4日  | ISBN 4-06-334982-9 |
| 2    | 2005年3月4日  | ISBN 4-06-334983-7 |
| 3    | 2005年4月6日  | ISBN 4-06-334985-3 |
| 4    | 2005年4月30日 | ISBN 4-06-334998-5 |
| 5    | 2005年6月6日  | ISBN 4-06-372023-3 |
| 6    | 2005年7月6日  | ISBN 4-06-372033-0 |
| 7    | 2005年8月5日  | ISBN 4-06-372048-9 |

Nakayoshi 60週年紀念版
| 卷數 | 講談社       | 講談社                 |
| 卷數 | 發售日期     | ISBN                   |
| ---- | ------------ | ---------------------- |
| 1    | 2015年7月3日 | ISBN 978-4-06-377232-6 |
| 2    | 2015年7月3日 | ISBN 978-4-06-377233-3 |
| 3    | 2015年7月3日 | ISBN 978-4-06-377234-0 |
| 4    | 2015年8月6日 | ISBN 978-4-06-377245-6 |
| 5    | 2015年8月6日 | ISBN 978-4-06-377246-3 |
| 6    | 2015年8月6日 | ISBN 978-4-06-377247-0 |
| 7    | 2015年9月5日 | ISBN 978-4-06-377259-3 |
| 8    | 2015年9月5日 | ISBN 978-4-06-377260-9 |

## 電視動畫

### 製作人員
- 原作 - 貓部貓（講談社）
- 製作人 - 太田賢司（朝日電視台）、籏野義文、東伊里弥
- 製作担当 - 樋口宗久
- 系列構成 - まるおけいこ
- 音樂 - 有澤孝紀
- 人物設計 - 入好さとる
- 美術設計 - 椋尾篁
- 美術 - 窪田忠雄
- 系列導演 - 佐藤順一
- 製作担当 - 樋口宗久
- 特殊效果 - 山本公、中島正之
- 攝影 - 福田岳志、三晃Production
- 編輯 - 吉川泰弘
- 錄音 - 立花康夫
- 效果 - 今野康之（Swara Production）
- 選曲 - 佐藤恭野→茅原万起子
- 紀錄 - 原芳子、樋口裕子、梶本みのり
- 製作進行 - 田中雅史、まつもとただお、宇田鋼之介、南渡家成沙
- 演助進行 - 田中雅史、五十嵐卓哉
- 美術進行 - 田村晴夫
- 廣報 - 森田兆基（朝日電視台）
- 顯像 - 東映化学
- 制作 - 朝日電視台、東映ADVERTISING、東映動画

### 主題曲
片頭曲
1. （華美子的元氣預報）
作詞：岸田るみ子 作曲：小坂明子 編曲：三國義貴 主唱：内田順子

片尾曲
1. （超級金魚）
作詞：岸田るみ子 作曲：矢代恒彦 編曲：三國義貴 主唱：内田順子
2. （荳荳舞）
作詞：小坂明子 作曲：小坂明子 編曲：有澤孝紀 主唱：内田順子

插入曲
（以假名排序）
1. 
作詞：青木久美子 作曲・編曲：赤坂東兒 主唱：松島實、金井美香、高田由美、飛田展男、鹽屋翼
2. 
作詞：まるおけいこ 作曲・編曲：有澤孝紀 主唱：齋藤小百合
3. 
作詞：まるおけいこ 作曲・編曲：有澤孝紀 主唱：内田順子 合唱：松島實、金井美香、高田由美、飛田展男、鹽屋翼
4. 
作詞：まるおけいこ 作曲・編曲：有澤孝紀 主唱：内田順子
5. 
作詞：青木久美子 作曲・編曲：有澤孝紀 主唱：松島實、金井美香、高田由美、飛田展男、鹽屋翼
6. 
作詞：松井亞彌 作曲・編曲：有澤孝紀 主唱：内田順子 對白：掛川裕彦
7. 
作詞：松井亞彌 作曲・編曲：赤坂東兒 主唱：掛川裕彦、松野太紀
8. 
作詞・作曲：小坂明子 編曲：小坂潔 主唱：内田順子、松島實
9. 
作詞・作曲：小坂明子 編曲：小坂潔 主唱：内田順子
10. 
作詞・作曲：小坂明子 編曲：小坂潔 主唱：内田順子
11. 
作詞・作曲：小坂明子 編曲：有澤孝紀 主唱：松島實、金井美香、高田由美、飛田展男、鹽屋翼
12. 
作詞・作曲：小坂明子 編曲：有澤孝紀 主唱：内田順子
13. 
作詞・作曲：小坂明子 編曲：赤坂東兒 主唱：内田順子
14. 
作詞：星野らんちゅう 作曲・編曲：矢代恒彦 主唱：かないみか
15. 
作詞：松井亞彌、有澤孝紀 作曲：有澤孝紀 主唱：かないみか
16. 
作詞：そのべかずのり 作曲：赤坂東兒 編曲：牧野三朗 主唱：かないみか 合唱：SHINES
17. 
作詞・作曲：小坂明子 編曲：有澤孝紀 主唱：内田順子 合唱：おさわがせシスターズ

香港版片頭曲
1. 「每點愛都記住」（1993年7月5日）
作曲：陳德建 填詞：張美賢 主唱：車婉婉

### 各話列表
| 話數 | 標題         | TVB口述標題                                                      | 台灣標題                       | 腳本         | (分鏡) 演出         | 作画監督   | 播放日期       |
| ---- | ------------ | ---------------------------------------------------------------- | ------------------------------ | ------------ | ------------------- | ---------- | -------------- |
| 1    |              | [轉校嚟嘅女仔藤之宮千歲] 错误：{{Lang}}：無法辨識代碼 cn（帮助） | 轉學生少女藤之宮千歲           | まるおけいこ | 佐藤順一            | 入好さとる | 1991年 1月12日 |
| 1    |              | 大家嚟啦粉紅色金魚快樂嘅學校                                     | 大家一起來！粉紅金魚的愉快學校 | まるおけいこ | 佐藤順一            | 入好さとる | 1991年 1月12日 |
| 2    |              | [新鄉村中學嘅間諜戰] 错误：{{Lang}}：無法辨識代碼 cn（帮助）     | 新建鄉村中學間諜作戰           | まるおけいこ | (佐藤順一) 梅澤淳稔 | 小山知洋   | 1月19日        |
| 2    |              | [金比失蹤咗呀] 错误：{{Lang}}：無法辨識代碼 cn（帮助）           | 消失的小金魚                   | まるおけいこ | (佐藤順一) 梅澤淳稔 | 小山知洋   | 1月19日        |
| 3    |              | 想去遠足                                                         | 想去遠足                       | 影山由美     | 山吉康夫            | 夏目久仁彦 | 1月26日        |
| 3    |              | 令人興奮嘅踢罐子大會                                             | 令人興奮的踢罐子大會           | 影山由美     | 山吉康夫            | 夏目久仁彦 | 1月26日        |
| 4    |              | 小高嘅心上人                                                     | 戀愛中的小高                   | 松井亜弥     | 幾原邦彦            | 松本勝次   | 2月2日         |
| 4    |              | 培養淑女嘅茶道                                                   | 以茶道來個大小姐修行           | 松井亜弥     | 幾原邦彦            | 松本勝次   | 2月2日         |
| 5    |              | 禁送朱古力令                                                     | 情人節巧克力禁令               | まるおけいこ | 遠藤勇二            | 八幡正     | 2月9日         |
| 5    |              | 走火警大會                                                       | 避難訓練大會                   | まるおけいこ | 遠藤勇二            | 藁谷均     | 2月9日         |
| 6    |              | 保護炒麵三文治包                                                 | 死守炒麵麵包                   | 麻尾るみこ   | 梅澤淳稔            | 小山知洋   | 2月16日        |
| 6    | 比千歲嘅鈴鈴 |                                                                  |                                | 麻尾るみこ   | 梅澤淳稔            | 小山知洋   | 2月16日        |
| 7    |              | 同學生嘅單獨會談                                                 | 愛與感動的個人面談             | 中弘子       | 佐藤順一            | 小山知洋   | 2月23日        |
| 7    |              | [華美子攞到滿分呀] 错误：{{Lang}}：無法辨識代碼 cn（帮助）       | 華美子獲得滿分                 | 中弘子       | 佐藤順一            | 入好さとる | 2月23日        |
| 8    |              | 小心咒語呀                                                       | 要小心咒語                     | 麻尾るみこ   | 遠藤勇二            | 松本勝次   | 3月2日         |
| 8    |              | 由梨香同千歲係兩姊妹？                                           | 由梨香與千歲是姊妹？           | 麻尾るみこ   | 遠藤勇二            | 松本勝次   | 3月2日         |
| 9    |              | 佢哋唔鍾意著校服呀                                               | 校服什麼的最討厭了             | 影山由美     | 山吉康夫            | 夏目久仁彦 | 3月9日         |
| 9    |              | 唔可以忘記嘅日子                                                 | 不可以忘記的日子               | 影山由美     | 山吉康夫            | 夏目久仁彦 | 3月9日         |
| 10   |              | [金比唔見咗呀] 错误：{{Lang}}：無法辨識代碼 cn（帮助）           | 小金魚的離家出走               | 中弘子       | 梅澤淳稔            | 八幡正     | 3月16日        |
| 10   |              | 兩個人一齊去洗手間                                               | 兩個人一齊去洗手間             | 中弘子       | 梅澤淳稔            | 藁谷均     | 3月16日        |
| 11   |              | 大掃除好好玩呀                                                   | 大掃除很愉快                   | まるおけいこ | 佐藤順一            | 小山知洋   | 3月23日        |
| 11   |              | 千歲約會呀                                                       | 千歲去約會                     | まるおけいこ | 佐藤順一            | 安藤正浩   | 3月23日        |
| 12   |              | 一齊賞花                                                         | 賞花是友好表現                 | まるおけいこ | 遠藤勇二            | 松本勝次   | 3月30日        |
| 12   |              | [葵彥大贈送呀] 错误：{{Lang}}：無法辨識代碼 cn（帮助）           | 小葵的鱔魚要500日圓？          | まるおけいこ | 遠藤勇二            | 松本勝次   | 3月30日        |
| 13   |              | 網球必勝法                                                       | 華美子流網球必勝法             | 麻尾るみこ   | 幾原邦彦            | 入好さとる | 4月6日         |
| 13   |              | 我哋去露營呀                                                     | 愉快的露營料理                 | 麻尾るみこ   | 幾原邦彦            | 入好さとる | 4月6日         |
| 14   |              | 用運動嚟減肥呀                                                   | 用體力檢定來瘦身               | 影山由美     | 梅澤淳稔            | 只野和子   | 4月27日        |
| 14   |              | 可怕嘅不幸信件                                                   | 不幸的書信好可怕               | 影山由美     | 梅澤淳稔            | 松下浩美   | 4月27日        |
| 15   |              | 唔好漏咗帶嘢呀                                                   | 絕不能容許遺失物               | 中弘子       | 山吉康夫            | 夏目久仁彦 | 5月4日         |
| 15   |              | 考試唔駛咁緊張㗎                                                 | 考試什麼的一點都不緊張         | 中弘子       | 山吉康夫            | 夏目久仁彦 | 5月4日         |
| 16   |              | 千歲嘅夢                                                         | 作夢的少女千歲                 | まるおけいこ | 岡佳広              | 八幡正     | 5月18日        |
| 16   |              | [真面目嘅華美子出場喇] 错误：{{Lang}}：無法辨識代碼 cn（帮助）   |                                | まるおけいこ | 岡佳広              | 藁谷均     | 5月18日        |
| 17   |              | 千歲做老師                                                       | 千歲當老師                     | 中弘子       | 佐藤順一            | 安藤正浩   | 5月25日        |
| 17   |              | 建造泳池                                                         | 興建吧！稻中游泳池             | 中弘子       | 佐藤順一            | 青山充     | 5月25日        |
| 18   |              | [哈哈哈米高] 错误：{{Lang}}：無法辨識代碼 cn（帮助）             | 哈哈笑的麥克                   | 渡辺誓子     | 遠藤勇二            | 松本勝次   | 6月1日         |
| 18   |              | 古怪嘅散花老人故仔                                               | 怪異的開花爺爺                 | 渡辺誓子     | 遠藤勇二            | 松本勝次   | 6月1日         |
| 19   |              | 最高級最講究嘅食品                                               | 想吃極品零食                   | まるおけいこ | 梅澤淳稔            | 只野和子   | 6月8日         |
| 19   |              | 球場上嘅英姿                                                     | 青春的躲避球賽                 | まるおけいこ | 梅澤淳稔            | 松下浩美   | 6月8日         |
| 20   |              | [金比同牛牛] 错误：{{Lang}}：無法辨識代碼 cn（帮助）             | 小金魚與偉大牛                 | 麻尾るみこ   | 佐藤順一            | 入好さとる | 6月15日        |
| 20   |              | 薯片失踪案件                                                     | 洋芋片綁架事件                 | 麻尾るみこ   | 幾原邦彦            | 入好さとる | 6月15日        |
| 21   |              | 高爾夫球大會                                                     | 來玩高爾夫球吧！               | 松井亜弥     | 山吉康夫            | 夏目久仁彦 | 6月22日        |
| 21   |              | 小高係紀律部部長呀                                               | 小高的維持整潔大作戰           | 松井亜弥     | 山吉康夫            | 夏目久仁彦 | 6月22日        |
| 22   |              | [華美子嘅開心搖滾樂] 错误：{{Lang}}：無法辨識代碼 cn（帮助）     | 華美子的元氣搖滾樂             | まるおけいこ | 佐藤順一            | 八幡正     | 6月29日        |
| 22   |              | 千歲好古怪呀                                                     | 千歲哪裡怪怪的                 | まるおけいこ | 佐藤順一            | 藁谷均     | 6月29日        |
| 23   |              | [葵彥係新偶像呀] 错误：{{Lang}}：無法辨識代碼 cn（帮助）         | 小葵是偶像                     | 中弘子       | 梅澤淳稔            | 安藤正浩   | 7月6日         |
| 23   |              | [華美子做校董？] 错误：{{Lang}}：無法辨識代碼 cn（帮助）         | 華美子當學校理事長？           | 中弘子       | 梅澤淳稔            | 安藤正浩   | 7月6日         |
| 24   |              | 落雨之後嘅春祭大會                                               | 下雨放晴的傳統舞會             | 麻尾るみこ   | 遠藤勇二            | 松本勝次   | 7月13日        |
| 24   |              | 喺班房秘密作戰呀                                                 | 授課脫逃（秘密）作戰           | 麻尾るみこ   | 遠藤勇二            | 松本勝次   | 7月13日        |
| 25   |              | 金比初戀呀                                                       | 小金魚的初戀                   | 松井亜弥     | 幾原邦彦            | 只野和子   | 7月20日        |
| 25   |              | 別開生面嘅煙花大會                                               | 令人驚喜的煙火大會             | 松井亜弥     | 幾原邦彦            | 松下浩美   | 7月20日        |
| 26   |              | 敵校嘅四位美少年                                                 | 終於來臨的美少年軍團           | まるおけいこ | 山吉康夫            | 夏目久仁彦 | 7月27日        |
| 26   |              | 開心嘅膽量大會                                                   | 快樂的試膽大會                 | まるおけいこ | 山吉康夫            | 夏目久仁彦 | 7月27日        |
| 27   |              | 海邊嘅浪漫故事                                                   |                                | 中弘子       | 佐藤順一            | 青山充     | 8月3日         |
| 27   |              | 有鯊魚呀好驚呀                                                   | 鯊魚大騷動                     | 中弘子       | 佐藤順一            | 青山充     | 8月3日         |
| 28   |              | 神秘嘅湖怪                                                       | 謎之怪獸伊娜西                 | 松井亜弥     | 遠藤勇二            | 松本勝次   | 8月10日        |
| 28   | 冰凍忍耐大會 |                                                                  |                                | 松井亜弥     | 遠藤勇二            | 松本勝次   | 8月10日        |
| 29   |              | 千歲有重要事宣佈呀                                               |                                | 麻尾るみこ   | 梅澤淳稔            | 入好さとる | 8月17日        |
| 29   |              | 最鍾意慶典日子呀                                                 | 最喜歡鄉下的廟會               | 麻尾るみこ   | 梅澤淳稔            | 安藤正浩   | 8月17日        |
| 30   |              |                                                                  | 作業就是作業                   | まるおけいこ | 幾原邦彦            | 松下浩美   | 8月24日        |
| 30   |              | 小姐嘅渡假計劃                                                   | 這才是大小姐的假期             | まるおけいこ | 幾原邦彦            | 只野和子   | 8月24日        |
| 31   |              | 開心嘅汽球旅行                                                   | 飄飄然熱氣球旅行               | 中弘子       | 山吉康夫            | 夏目久仁彦 | 8月31日        |
| 31   |              | 夏天嘅感冒流行                                                   | 大小姐染上夏季感冒             | 中弘子       | 山吉康夫            | 夏目久仁彦 | 8月31日        |
| 32   |              | 金比做咗大明星呀                                                 |                                | まるおけいこ | 佐藤順一            | 青山充     | 9月7日         |
| 32   |              | 千歲嘅媽媽好犀利呀                                               | 千歲的超厲害媽媽               | まるおけいこ | 五十嵐卓哉          | 青山充     | 9月7日         |
| 33   |              | 金比要買薯片呀                                                   | 小金魚出門買東西               | 中弘子       | 梅澤淳稔            | 松本勝次   | 9月14日        |
| 33   |              | 台風之夜嘅怪談                                                   | 颱風夜的怪談                   | 中弘子       | 梅澤淳稔            | 松本勝次   | 9月14日        |
| 34   |              |                                                                  | 人質千歲                       | 松井亜弥     | 遠藤勇二            | 安藤正浩   | 9月21日        |
| 34   |              |                                                                  |                                | 松井亜弥     | 遠藤勇二            | 安藤正浩   | 9月21日        |
| 35   |              | 用嚟探病嘅蜜瓜                                                   | 迷上探病用哈密瓜               | まるおけいこ | 岡佳広              | 只野和子   | 9月28日        |
| 35   |              | 葵彥係王子呀                                                     | 小葵是王子陛下                 | まるおけいこ | 岡佳広              | 松下浩美   | 9月28日        |
| 36   |              | 葵彥心目中嘅對象                                                 | 小葵的戀人是誰？               | まるおけいこ | 山吉康夫            | 夏目久仁彦 | 10月12日       |
| 36   |              | 金比同賊仔大戰呀                                                 | 小金魚擊退小偷                 | まるおけいこ | 山吉康夫            | 夏目久仁彦 | 10月12日       |
| 37   |              | 雪櫃中嘅寶物                                                     | 冰箱裡面的寶物!?               | 中弘子       | 梅澤淳稔            | 松本勝次   | 10月19日       |
| 37   |              | 公眾浴室熱潮                                                     | 澡堂熱潮                       | 中弘子       | 梅澤淳稔            | 松本勝次   | 10月19日       |
| 38   |              | 藝術同掘蕃薯嘅秋天                                               | 藝術之秋是挖地瓜之秋           | 松井亜弥     | 幾原邦彦            | 青山充     | 10月26日       |
| 38   |              | 牛牛嘅真意                                                       | 珍愛的不良牛                   | 松井亜弥     | 幾原邦彦            | 青山充     | 10月26日       |
| 39   |              |                                                                  | 盯上小葵的墨鏡                 | まるおけいこ | 遠藤勇二            | 安藤正浩   | 11月2日        |
| 39   |              |                                                                  | 華美子對戀愛煩惱？             | まるおけいこ | 遠藤勇二            | 入好さとる | 11月2日        |
| 40   |              | 向秀一表心意                                                     |                                | 中弘子       | 佐藤順一            | 松本清     | 11月9日        |
| 40   |              | 啲預言好靈驗呀                                                   | 百分百命中大預言               | 中弘子       | 佐藤順一            | 松本清     | 11月9日        |
| 41   |              | 冬菇爭奪戰                                                       | 想要松茸作戰                   | まるおけいこ | 小坂春女            | 松本勝次   | 11月16日       |
| 41   |              | 鯊魚比人拐帶咗呀                                                 | 被綁架的鯊魚                   | まるおけいこ | 小坂春女            | 松本勝次   | 11月16日       |
| 42   |              | 勤勞感謝日                                                       | 什麼是勤勞感謝日？             | 中弘子       | 山吉康夫            | 夏目久仁彦 | 11月23日       |
| 42   |              | 金比嘅爸爸媽媽                                                   | 小金魚的爸爸和媽媽             | 中弘子       | 山吉康夫            | 夏目久仁彦 | 11月23日       |
| 43   |              | 金比太郎治鬼行動                                                 | 小金魚太郎的驅鬼行動           | 松井亜弥     | 幾原邦彦            | 只野和子   | 11月30日       |
| 43   |              | 機械田中山嘅反擊                                                 | 機械田中山大逆襲               | 松井亜弥     | 幾原邦彦            | 松下浩美   | 11月30日       |
| 44   |              | 芭蕾之星新目標                                                   | 目標是芭蕾舞之星               | まるおけいこ | 遠藤勇二            | 青山充     | 12月7日        |
| 44   |              | 神秘嘅藍玫瑰王子                                                 | 神秘少年，藍玫瑰的你           | まるおけいこ | 遠藤勇二            | 青山充     | 12月7日        |
| 45   |              |                                                                  | 稻中筆記最棒！                 | 中弘子       | 佐藤順一            | 入好さとる | 12月14日       |
| 45   |              |                                                                  | 老師最討厭通知表               | 中弘子       | 佐藤順一            | 安藤正浩   | 12月14日       |
| 46   |              | 聖誕金魚                                                         | 小金魚的聖誕節                 | まるおけいこ | 小坂春女            | 松本清     | 12月21日       |
| 46   |              | 浪漫嘅聖誕                                                       | 浪漫的聖誕節                   | まるおけいこ | 小坂春女            | 松本清     | 12月21日       |
| 47   |              | 雪地嘅遊戲                                                       | 下大雪也來玩遊戲               | 中弘子       | 山吉康夫            | 夏目久仁彦 | 1992年 1月11日 |
| 47   |              | 千歲嘅惡夢                                                       | 千歲的惡夢                     | 中弘子       | 山吉康夫            | 夏目久仁彦 | 1992年 1月11日 |
| 48   |              | 跑快啲呀千歲                                                     | 跑啊！千歲                     | まるおけいこ | 宇田鋼之介          | 松本勝次   | 1月18日        |
| 48   |              | 金比同華美子嘅約定                                               | 小金魚與華美子的約定           | まるおけいこ | 宇田鋼之介          | 松本勝次   | 1月18日        |
| 49   |              | 小心校園報紙                                                     | 要注意學校的報紙               | 中弘子       | 幾原邦彦            | 松本清     | 1月25日        |
| 49   |              | 改過嘅牛牛                                                       | 不良牛要開始認真了             | 中弘子       | 幾原邦彦            | 青山充     | 1月25日        |
| 50   |              | 超級人質華美子                                                   | 超級人質華美子                 | まるおけいこ | 遠藤勇二            | 只野和子   | 2月1日         |
| 50   |              | 千歲係電影明星呀                                                 | 電影明星千歲                   | まるおけいこ | 遠藤勇二            | 松下浩美   | 2月1日         |
| 51   |              | 情人節嘅恐懼                                                     | 情人節好可怕                   | 中弘子       | 小坂春女            | 安藤正浩   | 2月8日         |
| 51   |              | 葵彥冇上堂嘅日子                                                 | 小葵的離別之日                 | 中弘子       | 小坂春女            | 青山充     | 2月8日         |
| 52   |              | 千歲係髮型師呀                                                   | 髮型設計師千歲                 | 松井亜弥     | 山吉康夫            | 夏目久仁彦 | 2月15日        |
| 52   |              | 太空狂想曲                                                       | 小金魚是太空人                 | 松井亜弥     | 山吉康夫            | 夏目久仁彦 | 2月15日        |
| 53   |              |                                                                  | 華美子的私奔騷動               | 中弘子       | 遠藤勇二            | 松本勝次   | 2月22日        |
| 53   |              |                                                                  | 愛你唷田中山                   | 中弘子       | 遠藤勇二            | 松本清     | 2月22日        |
| 54   |              |                                                                  | 娃娃節即是體力                 | まるおけいこ | 幾原邦彦            | 安藤正浩   | 2月29日        |
| 54   |              |                                                                  | 再見了！華美子                 | まるおけいこ | 幾原邦彦            | 入好さとる | 2月29日        |

## 外部連結
- 金魚注意報 （页面存档备份，存于）（日語）
- 金魚注意報同盟 （页面存档备份，存于）（日語）